# Campeonato Europeu de Atletismo em Pista Coberta de 2017 - Salto triplo feminino
A prova do salto triplo feminino do Campeonato Europeu de Atletismo em Pista Coberta de 2017 foi disputada entre os dias 3 e 4 de março de 2017 na Arena Kombank em Belgrado,  na Sérvia. 

## Recordes
Antes desta competição, os recordes mundiais e do campeonato nesta prova eram os seguintes:
|                       | Nome             | Nacionalidade | Distância | Local     | Data                    |
| --------------------- | ---------------- | ------------- | --------- | --------- | ----------------------- |
| Recorde mundial       | Tatyana Lebedeva | Rússia        | 15m 36cm  | Budapeste | 6 de março de 2004      |
| Recorde do campeonato | Ashia Hansen     | Reino Unido   | 15m 16cm  | Valência  | 28 de fevereiro de 1998 |
| Recorde europeu       | Tatyana Lebedeva | Rússia        | 15m 36cm  | Budapeste | 6 de março de 2004      |

## Medalhistas
| Ouro                   | Prata                 | Bronze                       |
| Kristin Gierisch (GER) | Patrícia Mamona (POR) | Paraskevi Papachristou (GRE) |

## Cronograma
Todos os horários são locais (UTC+2).
| Data       | Hora  | Evento       |
| ---------- | ----- | ------------ |
| 3 de março | 12:00 | Qualificação |
| 4 de março | 17:50 | Final        |

## Resultados

### Qualificação
Qualificação: 14,05m (Q) ou os 8 melhores qualificados (q).
| Posição | Atleta                  | Nacionalidade | #1    | #2    | #3    | Resultados | Notas           |
| ------- | ----------------------- | ------------- | ----- | ----- | ----- | ---------- | --------------- |
| 1       | Jenny Elbe              | Alemanha      | 13.88 | 14.27 |       | 14.27      | Q,              |
| 2       | Kristin Gierisch        | Alemanha      | x     | 14.26 |       | 14.26      | Q,              |
| 3       | Ana Peleteiro           | Espanha       | x     | 13.90 | 14.20 | 14.20      | Q,              |
| 4       | Kristiina Mäkelä        | Finlândia     | 14.01 | 14.18 |       | 14.18      | Q,              |
| 5       | Anna Jagaciak-Michalska | Polónia       | 14.15 |       |       | 14.15      | Q,              |
| 6       | Paraskevi Papachristou  | Grécia        | 14.12 |       |       | 14.12      | Q               |
| 7       | Patrícia Mamona         | Portugal      | 13.80 | 13.75 | 14.03 | 14.03      | q               |
| 8       | Susana Costa            | Portugal      | 13.72 | 13.92 | 13.97 | 13.97      | q,              |
| 9       | Jeanine Assani-Issouf   | França        | 13.93 | 13.94 | 13.83 | 13.94      |                 |
| 10      | Iryna Vaskouskaya       | Bielorrússia  | 13.85 | x     | 13.79 | 13.85      |                 |
| 11      | Elena Panțuroiu         | Roménia       | 13.51 | 13.69 | 13.84 | 13.84      |                 |
| 12      | Dana Velďáková          | Eslováquia    | x     | 13.44 | 13.72 | 13.72      |                 |
| 13      | Dariya Derkach          | Itália        | 13.42 | 13.44 | 13.69 | 13.69      |                 |
| 14      | Merilyn Uudmäe          | Estónia       | 13.55 | 12.95 | 13.18 | 13.55      | Recorde pessoal |
| 15      | Cristina Bujin          | Roménia       | 13.44 | x     | x     | 13.44      |                 |
| 16      | Ruslana Tsykhotska      | Ucrânia       | 12.71 | 13.31 | 13.05 | 13.31      |                 |
| 17      | Petra Koren             | Eslovênia     | 13.26 | 12.17 | 11.47 | 13.26      |                 |
| 18      | Neele Eckhardt          | Alemanha      | 13.22 | x     | 11.84 | 13.22      |                 |

### Final
A final foi realizada às 17:50 no dia 4 de março de 2017.  
| Posição           | Atleta                  | Nacionalidade | #1    | #2    | #3    | #4    | #5    | #6    | Resultados | Notas                |
| ----------------- | ----------------------- | ------------- | ----- | ----- | ----- | ----- | ----- | ----- | ---------- | -------------------- |
| Medalha de ouro   | Kristin Gierisch        | Alemanha      | x     | 14.37 | x     | x     | x     | 13.91 | 14.37      |                      |
| Medalha de prata  | Patrícia Mamona         | Portugal      | 14.24 | 14.25 | 14.29 | x     | 14.32 | 14.01 | 14.32      | Recorde da temporada |
| Medalha de bronze | Paraskevi Papachristou  | Grécia        | 14.04 | 14.20 | 14.24 | 14.17 | x     | x     | 14.24      | Recorde da temporada |
| 4                 | Anna Jagaciak-Michalska | Polónia       | 13.82 | 13.92 | x     | 14.14 | 13.89 | 13.91 | 14.14      |                      |
| 5                 | Ana Peleteiro           | Espanha       | 14.13 | x     | x     | 13.72 | 13.65 | x     | 14.13      |                      |
| 6                 | Jenny Elbe              | Alemanha      | 14.12 | x     | 11.99 | 13.91 | 13.02 | x     | 14.12      |                      |
| 7                 | Susana Costa            | Portugal      | 13.83 | 13.99 | x     | 13.89 | 13.65 | 13.71 | 13.99      | Recorde pessoal      |
| 8                 | Kristiina Mäkelä        | Finlândia     | 13.56 | 13.70 | x     | 13.73 | 13.57 | 13.68 | 13.73      |                      |

Legenda
| Recorde mundial       | Recorde mundial (World record)               |                       | Recorde africano                      | Recorde africano (African) |                                           | Q | Classificado por posição (Qualified) |
| Recorde do campeonato | Recorde do campeonato (Championship record)  | Recorde da América    | Recorde da América (Americas)         | q                          | Classificado por melhor tempo (Qualified) |   |                                      |
| Melhor marca do ano   | Melhor marca do ano (World leading)          | Recorde asiático      | Recorde asiático (Asian)              | DNS                        | Não largou (Did not start)                |   |                                      |
| Recorde nacional      | Recorde nacional (National record)           | Recorde europeu       | Recorde europeu (European)            | DNF                        | Não terminou (Did not finish)             |   |                                      |
| Recorde pessoal       | Recorde pessoal do atleta (Personal best)    | Recorde da Oceania    | Recorde da Oceania (Oceania)          | DSQ / DQ                   | Desclassificado (Disqualified)            |   |                                      |
| Recorde da temporada  | Recorde da temporada do atleta (Season best) | Recorde sul-americano | Recorde sul-americano (South America) | NM                         | Sem marca (No mark)                       |   |                                      |